# Kortcheva
Kortcheva (en russe : Корчева) est une ancienne ville de la Russie centrale, située sur la Volga, dans l'actuel territoire de l'oblast de Tver. Elle fut submergée en 1937 par la mise en eau du réservoir d'Ivankovo.
Elle avait une population de plusieurs milliers d'habitants et avait reçu de Catherine II le statut de ville en 1781. Sa population s'élevait à 2 384 habitants au recensement de 1897.
La construction du réservoir d'Ivankovo et du canal de Moscou dans les années 1933-1937 conduisit à l'abandon et à la destruction de la ville en 1936. L'année suivante elle fut presque entièrement submergée par la mise en eau du réservoir. La plus grande partie de la population fut relogée dans la ville voisine de Konakovo. 
Une maison, un cimetière et les fondations de l'église Kazanskaïa sont les seuls vestiges encore visibles de Kortcheva, sur une rive peu accessible du réservoir d'Ivankovo.